# Neochevalierodendron
Neochevalierodendron es un género monotípico de plantas de la subfamilia Caesalpinioideae de la familia de las legumbres Fabaceae. Su única especie, Neochevalierodendron stephanii (A.Chev.) J.Leonard, es originaria de África.

## Descripción
Es un árbol que alcanza los 8-15 m de altura, con el tronco de 30 a 60 cm de diámetro.

## Distribución y hábitat
Se encuentra en la orilla de los ríos y en la selva lluviosa de Gabón.